# تیم ملی فوتبال کامبوج
تیم ملی فوتبال کامبوج نماینده کشور کامبوج در مسابقات بین‌المللی و آسیا است که زیر نظر فدراسیون فوتبال کامبوج فعالیت می‌کند.
این تیم در سال ۱۹۳۳ تشکیل و در سال ۱۹۵۳ به عضویت رسمی فیفا درآمد.
اولین بازی رسمی این تیم در تاریخ ۱۷ مارس ۱۹۵۶ میلادی در برابر تیم ملی فوتبال مالزی برگزار شده‌است. بدترین شکست تاریخ این تیم در ۱۰ اکتبر ۲۰۱۹ در ورزشگاه آزادی تهران، مقابل ایران و با نتیجه چهارده بر صفر بدست آمد.